# سماق سام بلوطي الأوراق
سماق سام بلوطي الأوراق (الاسم العلمي:Toxicodendron quercifolium) هو نوع من النباتات يتبع جنس السماق السام من الفصيلة البطمية.